# Claudio Corradino
Claudio Corradino (Cossato, 25 agosto 1959) è un politico italiano, sindaco di Biella dal 2019 al 2024.

## Biografia
Di professione agente immobiliare e tecnico informatico, entra in politica iscrivendosi alla Lega Nord e candidandosi al Senato per le elezioni politiche del 2008 non risultando eletto. L'anno successivo si candida a sindaco di Cossato venendo eletto al ballottaggio. Verrà riconfermato nel 2014.
Una volta concluso il mandato, nel 2019 decide di candidarsi a sindaco di Biella con una coalizione di centro-destra, vincendo al ballottaggio con il 50,98% delle preferenze contro l'ex sindaco Donato Gentile. Nel 2024 non è ricandidato per un secondo mandato, ma viene eletto consigliere di minoranza a Villanova Biellese, rimanendo così vicepresidente di ANCI Piemonte.